# Košarka na OI 1988.
Košarka na Olimpijskim igrama u Seulu 1988. godine uključivala je natjecanja u muškoj i ženskoj konkurenciji.

## Osvajači odličja
|       | Zlato | Srebro | Bronca |
| Muški | SSSR Aleksandr Volkov Tiit Sokk Sergej Tarakanov Šarūnas Marčiulionis Igors Miglieneks Valerij Tihonenko Rimas Kurtinaitis Arvydas Sabonis Viktor Pankraškin Valdemaras Chomičius Aleksandr Belostennyj Valerij Goborov                      | SFR JugoslavijaDražen Petrović Zdravko Radulović Zoran Čutura Toni Kukoč Žarko Paspalj Željko Obradović Jurij Zdovc Stojko Vranković Vlade Divac Franjo Arapović Dino Rađa                         | SAD Mitch Richmond Charles Smith IV Vernell Coles Hersey Hawkins Jeff Grayer Charles Daniel Smith Willie Anderson Stacey Augmon Dan Majerle Danny Manning Herman Reid, Jr. David Robinson         |
| Žene  | SAD Teresa Edwards Mary Camille Ethridge Cynthia Louise Brown Anne Theresa Donovan Teresa Weatherspoon Bridgette C. Gordon Victoria Bullett Andrea Lane Lloyd Katrina Felicia McClain Jennifer Gillom Cynthia Lynne Cooper Suzanne McDonnell | SFR Jugoslavija Stojna Vangelovska Mara Lakić Žana Lelas Eleonora Wild Kornelija Kvesić Danira Nakić Slađana Golić Polona Dornik Razija Mujanović Vesna Bajkuša Anđelija Arbutina Bojana Milošević | SSSR Olga Zhevkova Irina Gerlits Olessya Barel Irina Sumnikova Olga Buyakina Olga Yakovleva Irina Minkh Aleksandra Leonova Elena Kudashova Vitaliya Tuomaite Natalya Zasulskaya Galina Savitskaya |

Za mušku reprezentaciju Jugoslavije igrali su ovi hrvatski igrači: Dražen Petrović, Toni Kukoč, Dino Rađa, Stojan Vranković, Zoran Čutura, Danko Cvjetičanin i Franjo Arapović. Ovoj skupini se može pridodati i crnogorskog igrača Zdravka Radulovića koji je ratnih 1990-ih trebao zaigrati za hrvatsku reprezentaciju, no koji zbog prijetnji njegovoj obitelji u njegovom rodnom kraju nije zaigrao za Hrvatsku.
Za žensku reprezentaciju Jugoslavije igrale su ove hrvatske igračice: Žana Lelas, Kornelija Kvesić i Danira Nakić.